# Mambómánia
A Mambómánia (eredeti címe: Mad About Mambo) egy 2000-es ír-angol kooprodukcióban készült romantikus vígjáték, amelyet John Forte írt és rendezett. A produkció főszerepében William Ash, Keri Russell és Brian Cox. Habár a cím mambó nevű táncra utal, a karakterek a cselekményben szambát tanulnak.
A film premierjét 2000. július 14-én mutatták be Spanyolországban. Az ír és angol premierről nincs elérhető információ. Magyarországon videókazettán volt elérhető 2001. november 26-tól.

## Történet
Danny a belfasti katolikus fiúiskola focicsapatában játszik. Csapattársai, akik egyben legjobb barátai: Mickey, aki divattervező akar lenni, hogy meggazdagodjon és szupermodellekkel randizhasson; Gary, aki bűvész akar lenni, hogy meggazdagodjon és gyönyörű nőkkel találkozhasson; Spike pedig szeret embereket verni, ezért zsoldosként akar elhelyezkedni.
Danny azonban arról álmodik, hogy a foci lesz az élete. Két nagy példaképe, a dél-amerikai focisták, Pelé  és Carlos Riga, akiknek szerinte különleges ritmusuk és rugalmasságuk van. Mivel Danny szeretné ezeket a tulajdonságokat a saját játékába is belevinni, támad egy ötlete: szambaórákat vesz, abban a reményben, hogy ha úgy táncol, mint egy dél-amerikai, az segít neki akként is játszani. Saját maga és barátai meglepetésére Danny elég jó latin táncosnak bizonyul, és beleszeret táncórájának egyik diákjába, Lucybe. Lucynek azonban történetesen van barátja, aki Danny egyik rivális csapatának ádáz versenyzője.

## Szereplők
| Szerep            | Színész            | Magyar hangja         |
| ----------------- | ------------------ | --------------------- |
| Danny Mitchell    | William Ash        | Hujber Ferenc         |
| Lucy McLoughlin   | Keri Russell       | Oroszlán Szonja       |
| Sidney McLoughlin | Brian Cox          | Papp János            |
| Oliver Parr       | Theo Fraser Steele | Fekete Zoltán         |
| Mickey            | Maclean Stewart    | Minárovits Péter      |
| Spike             | Joe Rea            | Seszták Szabolcs      |
| Gary              | Russell Smith      | Molnár Levente        |
| Seamus Mitchell   | Gavin O'Connor     | n.a                   |
| Mrs. Mitchell     | Aingeal Grehan     | Koroknay Simon Eszter |
| Mrs. Burns        | Rosaleen Linehan   | Dallos Szilvia        |
| Xavier igazgató   | Jim Norton         | Cs. Németh Lajos      |
| McBride edző      | Tim Loane          | Megyeri János         |
| Frank Mallin      | Alan McKee         | Koncz István          |
| Carlos Rega       | Daniel Caltagirone | Szatmári Attila       |

## Fogadtatás
A Mambómánia vegyes kritikákat kapott. A Rotten Tomatoeson 57%-os minősítést ért el 14 értékelés alapján, az összefoglaló szerint: „A korábbi filmekhez, mint a Kötelező táncokhoz mérten a Mambómánia egy kompetens, de végül unalmas film.” John Hartl szerint a Seattle Timestól „Ash és Russell [...] épp elég feszültséget generálnak ahhoz, hogy a közönség érdeklődését fenntartsák.” Robert Koehler a Varietytől azt írta: „Nem több, mint egy ultra-formulaszerű hollywoodi romantikus fantázia Belfastba oltva.”
A MetaCritic 41 pontot adott a 100-ból 6 értékelés alapján. A Box Office Mojo szerint a film 65 ezer dolláros bevételt generált, a költségvetésről nincs információ.